# Davis-Cup-Mannschaft der British West Indies
Die Davis-Cup-Mannschaft der British West Indies war die Tennisnationalmannschaft der British West Indies, die den Staatenverband im Davis Cup vertrat.

## Geschichte
Die British West Indies nahmen 1953 erstmals am Davis Cup teil. Nach 13 Niederlagen in Folge konnte das Team 1966 gegen Venezuela den ersten Sieg mit 3:2 feiern. Bis zum nächsten und zugleich auch letzten Gewinn einer Begegnung dauerte es dann wieder 21 Jahre (bis 1987), als man in der ersten Runde Kuba ebenfalls mit 3:2 schlagen konnte. 1987 war zugleich auch das letzte Jahr, in dem die British West Indies am Davis Cup teilnahmen. Einige Mitgliedsstaaten treten seither mit eigenen Mannschaften an, z. B., die Bahamas, Barbados oder Jamaika.
Erfolgreichster Spieler war Richard Russell mit 10 Siegen und 28 Niederlagen.